# خانه بی‌بی مرادی
خانه بی بی مرادی مربوط به دوره قاجار است و در شهرستان بیرجند، بخش مرکزی، شهر بیرجند، منتظری ۱۲، پلاک۲۲ واقع شده و این اثر در تاریخ ۶ اسفند ۱۳۸۵ با شمارهٔ ثبت ۱۷۳۸۹ به‌عنوان یکی از آثار ملی ایران به ثبت رسیده‌است.